# Centrodera tenera
Centrodera tenera är en skalbaggsart som beskrevs av Thomas Casey 1913. Centrodera tenera ingår i släktet Centrodera och familjen långhorningar. Inga underarter finns listade.